# شارلوتنلوند اسپورت اسکلاب
شارلوتنلوند اسپورت اسکلاب، به انگلیسی(Charlottenlund Sportsklubb)یک باشگاه ورزشی نروژی از شارلوتنلوند در تروندهایم، تروندلاگ، کشور نروژ است. دارای بخش‌هایی برای فوتبال انجمنی و هندبال تیمی است.
در ۲۴ مه ۱۹۴۵ به عنوان ادغام شارلوتنلوند ا ال، شارلوتنلوند اسپورت ال و سک سکجولد تأسیس شد. در سال ۱۹۵۳ فاقد بخش هندبال بود، اما بخش‌هایی برای اسکی نوردیک، اسکیت سرعت و دو و میدانی داشت.
تیم فوتبال مردان در حال حاضر در لیگ دسته چهارم، دسته پنجم فوتبال نروژ بازی می‌کند. در سال ۲۰۰۹ برای صعود به دسته دوم در پلی آف به رقابت پرداخت، اما به کولستاد باخت.
بخش هندبال تیمی این باشگاه دارای یک تیم در دسته اول، دسته دوم هندبال نروژ است.